# Edoardo Costa
Edoardo Costa, właściwie Edoardo Cicorini (ur. 7 sierpnia 1967 w Varese) – włoski aktor telewizyjny, filmowy i teatralny i model.
Studiował psychologię i filozofię w L’Istituto Superiore di Educazione Fisica (ISEF) w Rzymie, ale z czasem porzucił studia. Zaczynał pracę jako model, brał udział w pokazach mody w różnych częściach świata, a następnie studiował dramat w Mediolanie i Paryżu. Później przeniósł się do Stanów Zjednoczonych, gdzie poznawał tajniki aktorstwa w nowojorskim Actor’s Studio i rozpoczął karierę występując w różnych produkcjach amerykańskich, m.in. operze mydlanej CBS Moda na sukces (The Bold and the Beautiful, 2003) i thrillerze kryminalno-sensacyjnym Szklana pułapka 4.0 (Live Free or Die Hard, 2007) u boku Bruce’a Willisa, Timothy’ego Olyphanta, Maggie Q i Jonathana Sadowskiego.
Spotykał się z czeską modelką Aleną Šeredovą i Valerią Marini.

## Filmografia

### Filmy kinowe
- 2008: Kiddie Ride jako Jacques
- 2007: Szklana pułapka 4.0 (Live Free or Die Hard) jako Emerson
- 2006:  Noc przed egzaminem (Notte prima degli esami) jako Przyjaciel matki Claudii
- 1988: Human Error

### Filmy TV
- 2005: Il Cielo può attendere
- 1999: Millennium Man jako Marco Sanjoni

### Seriale TV
- 2005: Ponownie przeze mnie (Ricomincio da me) jako Luca Biagini
- 2003: Moda na sukces (The Bold and the Beautiful) jako Riccardo Moretti
- 2001: Anioł stróż (Angelo il custode) jako Adriano
- 2001: Kobieta przyjacielem 3 (Una Donna per amico 3)
- 2000: Valeria medico legale
- 2000: Powiatowy Urząd Policji (Distretto di polizia)
- 1999: Anni '60
- 1999: Wreszcie sam (Finalmente soli)
- 1999: Życie (Vivere) jako Riccardo Moretti
- 1998: Lekarz w rodzinie (Un Medico in famiglia)
- 1996: Miejsce w słońcu (Un Posto al sole) jako Lorenzo Macchia

### Filmy krótkometrażowe
- 2001: Hollow jako detektyw Santini